# Stigmatopteris lechleri
Stigmatopteris lechleri là một loài thực vật có mạch trong họ Dryopteridaceae. Loài này được (Mett.) C. Chr. miêu tả khoa học đầu tiên năm 1919.